# 十月革命勲章
十月革命勲章（じゅうがつかくめいくんしょう、ロシア語: Орден Октябрьской Революции、ラテン文字表記の例:Orden Oktyabr'skoy Revolyutsii）は、十月革命50周年を記念して、1967年10月31日に制定されたソビエト連邦の勲章である。

## 概要

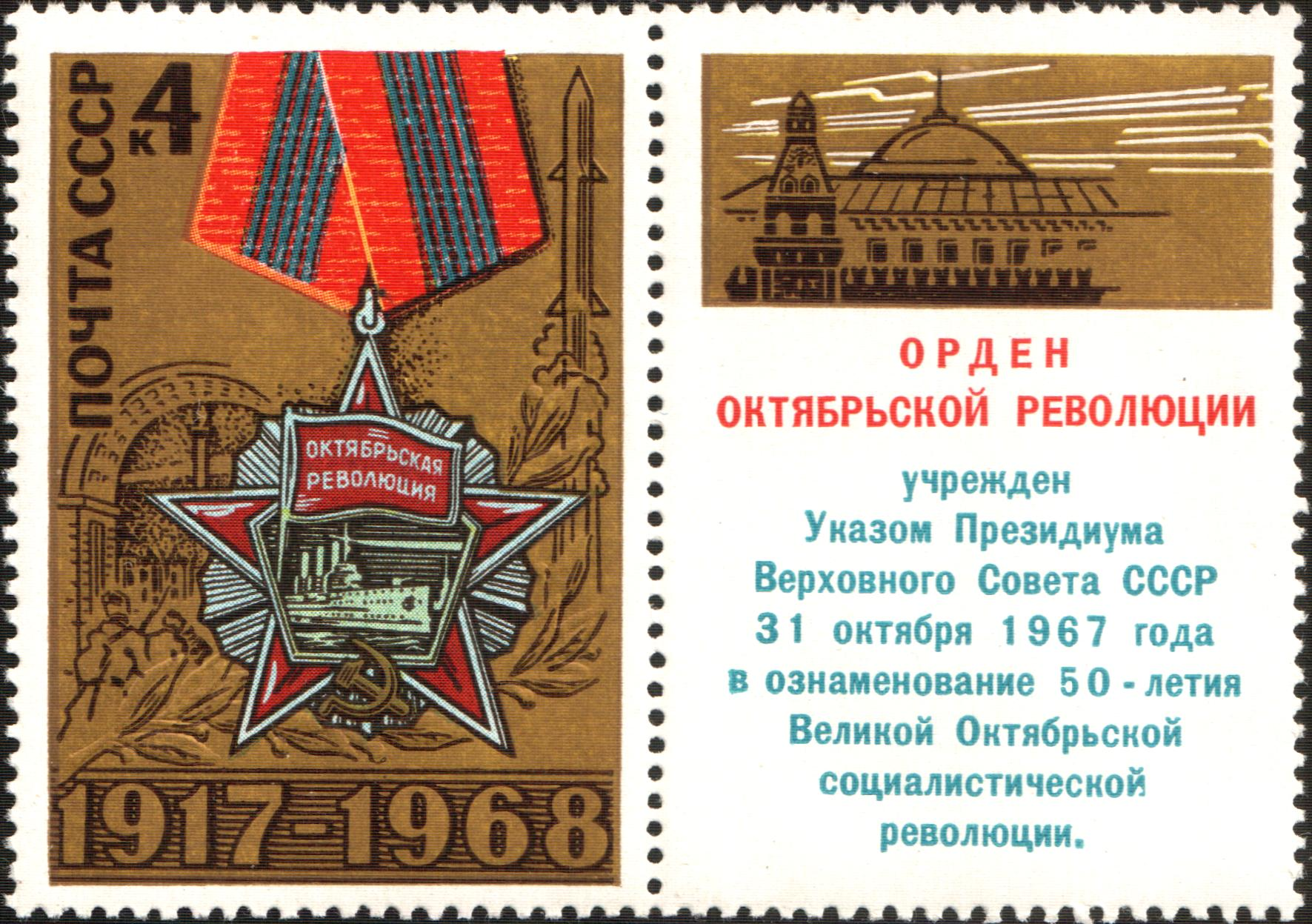
1967年発行のソビエト連邦の記念切手

これは共産主義の状態を前進させるか、ソビエト連邦の軍隊と市民の防衛に貢献した個人や団体に授与された。ソビエト連邦では第2位の勲章でありレーニン勲章の次ぐものである。
この勲章は、赤い星の周りを金色の線で覆うバッジで構成されている。中央には十月革命に参加した巡洋艦アヴローラが描かれた五角形の星がある。その上にはロシア語で「十月革命」と書かれている赤旗があり、鎌と槌のエンブレムは底部に配置してある。バッジは左胸に着用するもので、綬は赤に中央に5本の青い線があるもので、略綬は赤に5本の青い縦線が入る。
アヴローラ自体が十月革命勲章を受勲しており、この賞を受賞した唯一の船である。この勲章を受勲した部隊や機関は、名前に勲章名を付加させていた。